# Ахметшин, Габдулла Габдрахманович
Габдулла Габдрахманович Ахметшин (баш. Ғабдулла Ғабдрахман улы Әхмәтшин; 14 октября 1921, Новый Биктяш, Уфимская губерния — 25 мая 1984, Уфа) — башкирский писатель и переводчик, драматург, журналист. Член Союза писателей Башкирской АССР (1951). Заслуженный деятель искусств Башкирской АССР (1981).

## Биография
Ахметшин Габдулла Габдрахманович родился 14 октября 1921 года в деревне Новый Биктяш (ныне Бижбулякского района Башкортостана).
В 1938 году после окончания семилетней школы работал ответственным секретарем Ермекеевской районной газеты, в то же время заочно учился в Белебеевском педагогическом училище.
В 1940 году работал в должности заместителя редактора газеты «Йәш төҙөүсе».
Принимал участие в Великой Отечественной войне. В 1941—1942 гг. Габдулла Ахметшин учился в Черкесском военно-пехотном училище, с февраля 1942 года в должности командира стрелковой роты участвовал в боях за оборону советского Заполярья, а после на Юго-Западном и 3-м Украинских фронтах. Принимал участие в битвах за освобождение Украины, в которых был дважды ранен, контужен. С 1943 года одновременно являлся сотрудником газеты «Советский воин» 3-го Украинского фронта.
В 1953 году окончил Литературный институт имени М. Горького.
В 1946—1973 гг. работал корреспондентом, заведующим отделом газеты «Совет Башкортостаны», журнала «Хэнэк». Более 10 лет руководил секцией драматургов Союза писателей Башкирской АССР.

## Творческая деятельность
Первое большое стихотворение «Октябрь» было напечатано в 1937 году.
В 1948 году Габдуллой Ахметшиным была написана музыкальная комедия «Тальян-гармун» («Тальян-гармонь»), а после — драма «Утерянные письма». Обе пьесы успешно поставлены Башкирским академическим театром драмы и другими творческими коллективам республики. В 1956 году вышел первый сборник очерков «Беҙҙең баҫыуҙарҙа» («На наших полях»), который описывает изменения в культурной и экономической жизни послевоенного села. Габдулла Ахметшин является автором биографической книги об А. К. Мубарякове, а также книг о Целинном театре (ныне Сибайский театр драмы), о Салаватском драматическом театре и других.
В 1960—1970 гг. были написаны большинство многоактных пьес Ахметшина: «Под тенью яблонь», «Раушан», «По крутым дорогам», «Подвенечное платье», «Начало пути», «Пламя», «Я сам и мои братья», которые успешно шли на сценах театров Башкортостана и Татарстана. По некоторым из этих пьес были созданы радиотелевизионные спектакли.
Ахметшиным были осуществлены переводы на башкирский язык произведений М. Горького, И. С. Тургенева, А. П. Чехова и других.

## Книги
- Ағиҙел тулҡындары. Өфө, 1963.
- Туй күлдәге. Пьесалар. Өфө, 1980.

## Память
- Имя писателя носит улица в деревне Новый Биктяш.